# Брени
Брени (фр. Breny) насеље је и општина у североисточној Француској у региону Пикардија, у департману Ен (Пикардија) која припада префектури Соасон.
По подацима из 2011. године у општини је живело 262 становника, а густина насељености је износила 57,96 становника/km². Општина се простире на површини од 4,52 km². Налази се на средњој надморској висини од 87 метара (максималној 155 m, а минималној 82 m).

## Демографија
| 1962. | 1968. | 1975. | 1982. | 1990. | 1999. | 2011. |
| ----- | ----- | ----- | ----- | ----- | ----- | ----- |
| 225   | 260   | 250   | 219   | 212   | 238   | 262   |

График промене броја становника у току последњих година